# Hopi Hoekstra
Danielle "Hopi" Elizabeth Hoekstra (nacida en 1972) es una bióloga evolutiva que trabaja en Universidad de Harvard en Cambridge, Massachusetts. Su laboratorio utiliza poblaciones naturales de roedores para estudiar la base genética de la adaptación – de la morfología al comportamiento. Es la Alexander  Agassiz Profesor de Zoología en el Departamento de Biología Organísmica y Evolutiva y el Departamento de Biología Molecular y Celular de la Universidad de Harvard.  Es también la Curadora de Mamíferos en el Museo de Zoología Comparativa de la Universidad de Harvard.  En 2014 Hoekstra se convirtió en Investigadora del Howard Hughes Medical Institute (HHMI). En 2016 Hoekstra fue elegida miembro de la National Academy of Arts and Sciences de Estados Unidos, y en 2017 fue elegida miembro de la American Academy of Arts and Sciences.

## Inicios
Hopi Hoekstra nació en una familia de ascendencia holandesa. Hoekstra asistió a una escuela secundaria cerca de Palo Alto, en California. Escogió realizar sus estudios universitarios en la Universidad de California, Berkeley, donde inicialmente pretendía estudiar ciencia política. Escogió esta universidad porque  quería jugar Pac-10 voleibol, lo cual hizo durante dos años. Ha declarado que en algún punto quiso convertirse en embajadora de EE. UU. en los Países Bajos, pero  fue atraída hacia la biología por una clase en biomecánica enseñada por Robert J. Lleno. Después, trabajó en el Full's Lab estudiando la locomoción en cucarachas. Aun así, más adelante declaró que desde ese entonces era apasionada por el trabajo de campo y los ratones.

## Carrera
Hopi Hoekstra recibió su título de pregrado (B.A) en Biología Integrativa de la Universidad de California en Berkeley.  Antes de sus estudios de posgrado,  trabajó durante un año con osos grizzly en el parque nacional de Yellowstone en los Estados Unidos. Ella obtuvo su Ph.D. en Zoología como becaria predoctoral Howard Hughes  en la Universidad de Washington en Seattle.  Para su trabajo postdoctoral, estudió la base genética del mecanismo adaptativo en ratones de bolsas en la Universidad de Arizona.  En 2003,  fue contratada como Profesora Asistente en la Universidad de California en San Diego.  Tres años más tarde, se mudó a la Universidad de Harvard, donde  fue promovida en 2010 como Profesora Titular en el Departamento de Biología Organísmica y Evolutiva y el Departamento de Biología Molecular y Celular. Actualmente, es miembro  del Comité Editorial de Current Biology.

## Investigación
Hoekstra es conocida por su “investigación elegante e ingeniosa” estudiando los mecanismos genéticos que influencian la evolución comportamientos naturales altamente complejos. En 2013, Hoekstra publicó un artículo en la revista Nature sobre la genética del comportamiento de excavación en dos especies hermanas de ratones del género Peromyscus;  el Viejo ratón del campo (P. polionotus), el cual construye madrigueras elaboradas con un túnel de escape, y el ratón venado (P. maniculatis), que construye un nido sencillo y superficial. Este estudio es inusual cuando se trata de un comportamiento natural altamente complejo. Utilizando una combinación de experimentos comportamentales y estrategias genéticas clásicas, Hoekstra y sus estudiantes identificaron cuatro regiones de ADN que controlan la longitud de los túneles cavados por los ratones. Con estas secciones de ADN en mente, Hoekstra actualmente está tratando de identificar los genes específicos que controlan el comportamiento de construcción de túneles en ratones. Los estudiantes de su laboratorio están estudiando también las conexiones entre el comportamiento de excavación  y la neurobiología de la recompensa.
Anteriormente, Hoekstra estudió la evolución del color del pelaje de ratones, y su importancia para el estudio de la adaptación. En 2013 su equipo publicó un artículo en la revista Science, describiendo como el color del pelaje en ratones es controlado por nueve mutaciones separadas dentro de un mismo gen , nombrado "agouti." Hablando sobre este descubrimiento, Hoekstra dijo "La cuestión siempre ha sido si la evolución está dominada por estos saltos grandes o pasos más pequeños. Cuándo nosotros primero implicamos al gen agouti,  podríamos haber parado allí y concluir que la evolución toma estos pasos grandes dado que tan sólo un gen importante estuvo implicado, pero aquello habría estado mal. Cuándo  miramos con más detalle dentro de este gen,  encontramos que incluso dentro de este solo locus,  hay, de hecho, muchos pasos pequeños." Su trabajo apoya así la hipótesis de que la evolución puede ocurrir a través de cambios incrementales.

## Premios y reconocimientos
- 2018  Elegida miembro de la Sociedad Filosófica Americana[9]
- 2017  Elegida como miembro de la Academia americana de Artes y Ciencias
- 2016  Elegida como miembro de la Academia Nacional de Ciencias
- 2015  Richard Lounsbery Award, Academia Nacional de Ciencias.
- 2006  Beckman Young Investigator Award, Arnold y Mabel Beckman Fundation[10]
- 2003  Jaspe J. Loftus-Hills Premio Young Investigator Prize, , Sociedad americana de Naturalists
- 1998  Ernst Mayr Award, Society of Systematic Biologists

## Familia
Hoekstra vive en Cambridge, Massachusetts con su hijo y su marido, James Mallet. Mallet es también un biólogo evolutivo en Harvard.

## Publicaciones selectas
- Linnen, C.R.; Poh, Y.-P.; Peterson, B.K.; Barrett, R.D.H.; Larson, J.G; Jensen, J.; Hoekstra, H.E. (2013). «Adaptive evolution of multiple traits through multiple mutations at a single gene». Science 339: 1312-1316. PMC 3836219. doi:10.1126/science.1233213.
- Weber, J.N.; Peterson, B.K.; Hoekstra, H.E. (2013). «Discrete genetic modules are responsible for the evolution of complex burrowing behaviour in deer mice». Nature 493: 4202-405.
- Fisher, H.S.; Hoekstra, H.E. (2010). «Competition drives cooperation among closely-related sperm of deer mice». Nature 463: 801-803. PMC 2824558. doi:10.1038/nature08736.
- Hoekstra, Hopi E.; Hirschmann, Rachel J.; Bundey, Richard A.; Insel, Paul A.; Crossland, Janet P. (2006). «A single amino acid mutation contributes to adaptive beach mouse color pattern». Science 313 (5783): 101-104. PMID 16825572. doi:10.1126/science.1126121.
- Nachman, M.W.; Hoekstra, H.E.; D'Agostino, S. L. (2003). «The genetic basis of adaptive melanism in pocket mice». Proceedings of the National Academy of Sciences 100: 5268-5273. PMC 154334. PMID 12704245. doi:10.1073/pnas.0431157100.